# Lissonota sexcincta
Lissonota sexcincta là một loài tò vò trong họ Ichneumonidae.